# Friedrich August von Kaulbach

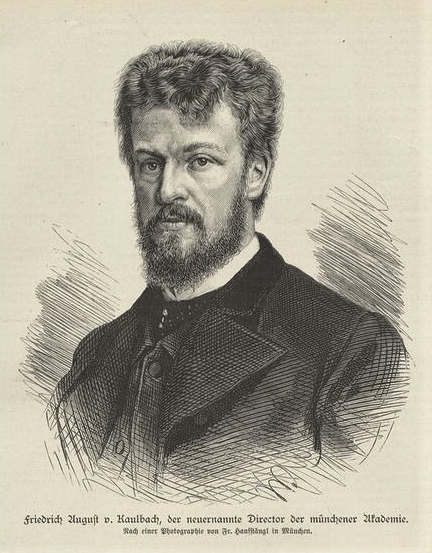
Friedrich August von Kaulbach, 1886

Friedrich August Christian Siegmund Kaulbach, seit 1884 Ritter von Kaulbach, auch Fritz August von Kaulbach, (* 2. Juni 1850 in München; † 26. Januar 1920 in Ohlstadt bei Murnau am Staffelsee) war ein deutscher Maler. Er war der Sohn des Historienmalers Friedrich Kaulbach und ist für seine dekorativ schwärmerischen Porträts der vornehmlich weiblichen Gesellschaft im französischen Stil des 19. Jahrhunderts berühmt.

## Leben

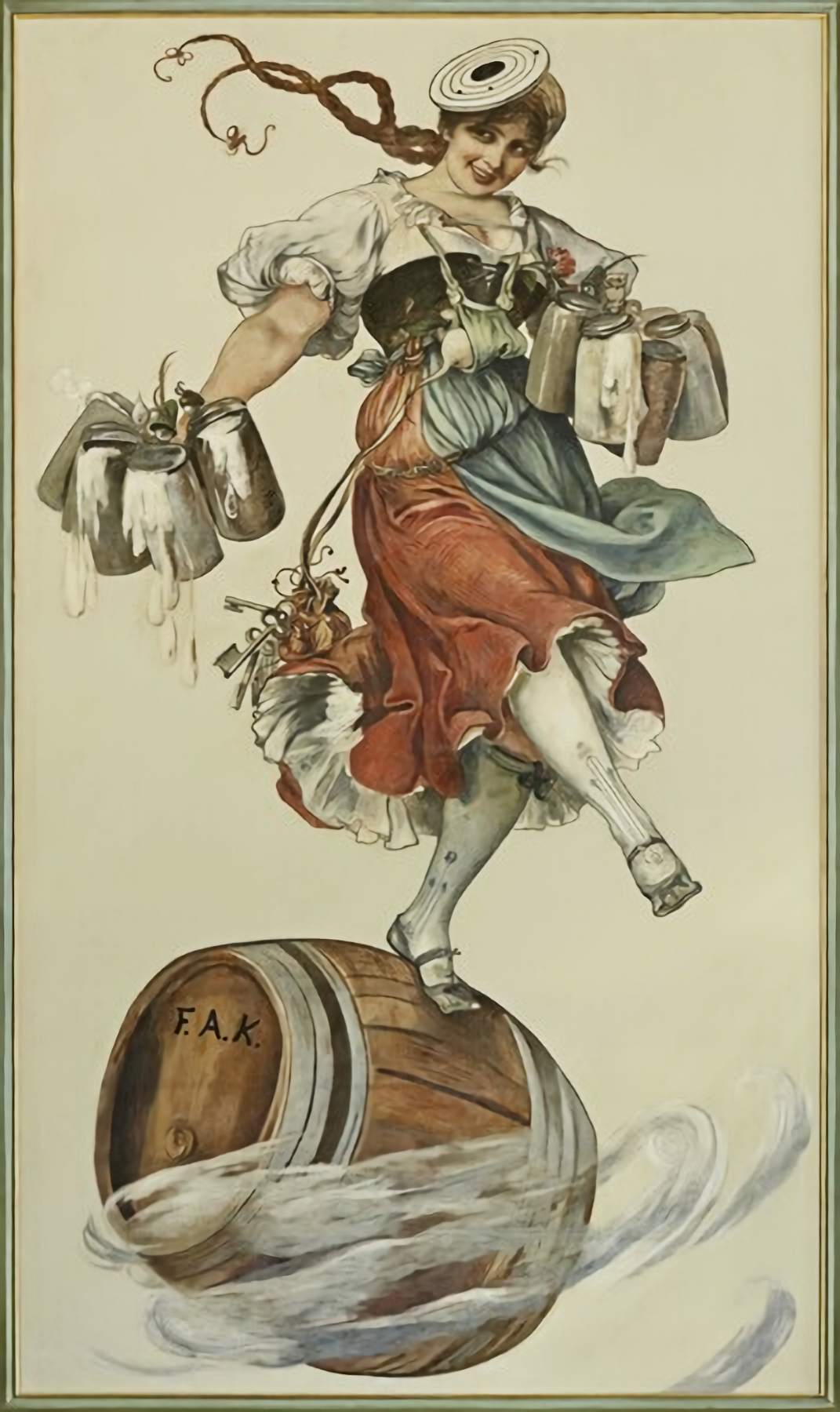
Coletta Möritz als Schützenliesl, um 1880

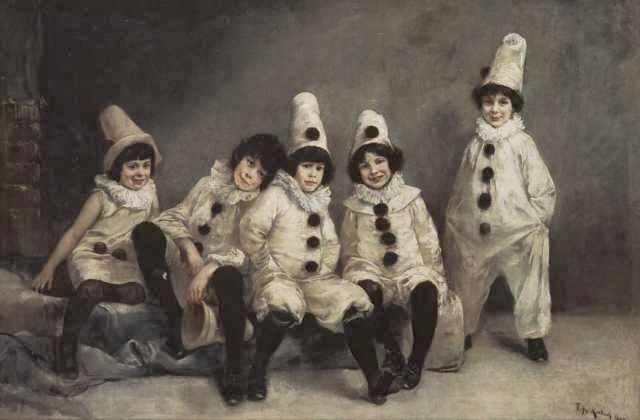
Kinderkarneval, 1888

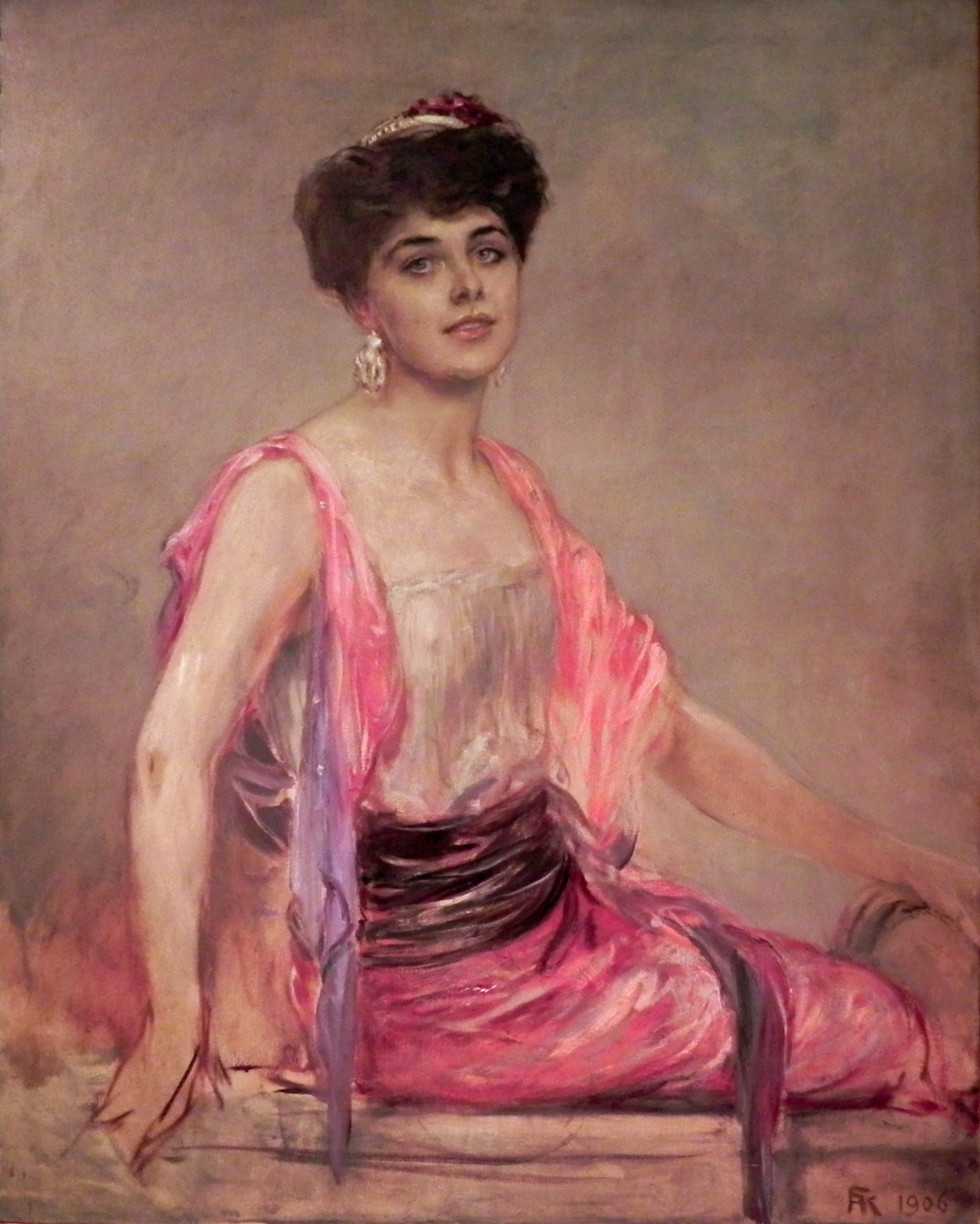
Studie zu einem Bildnis der Sängerin Geraldine Farrar, 1906

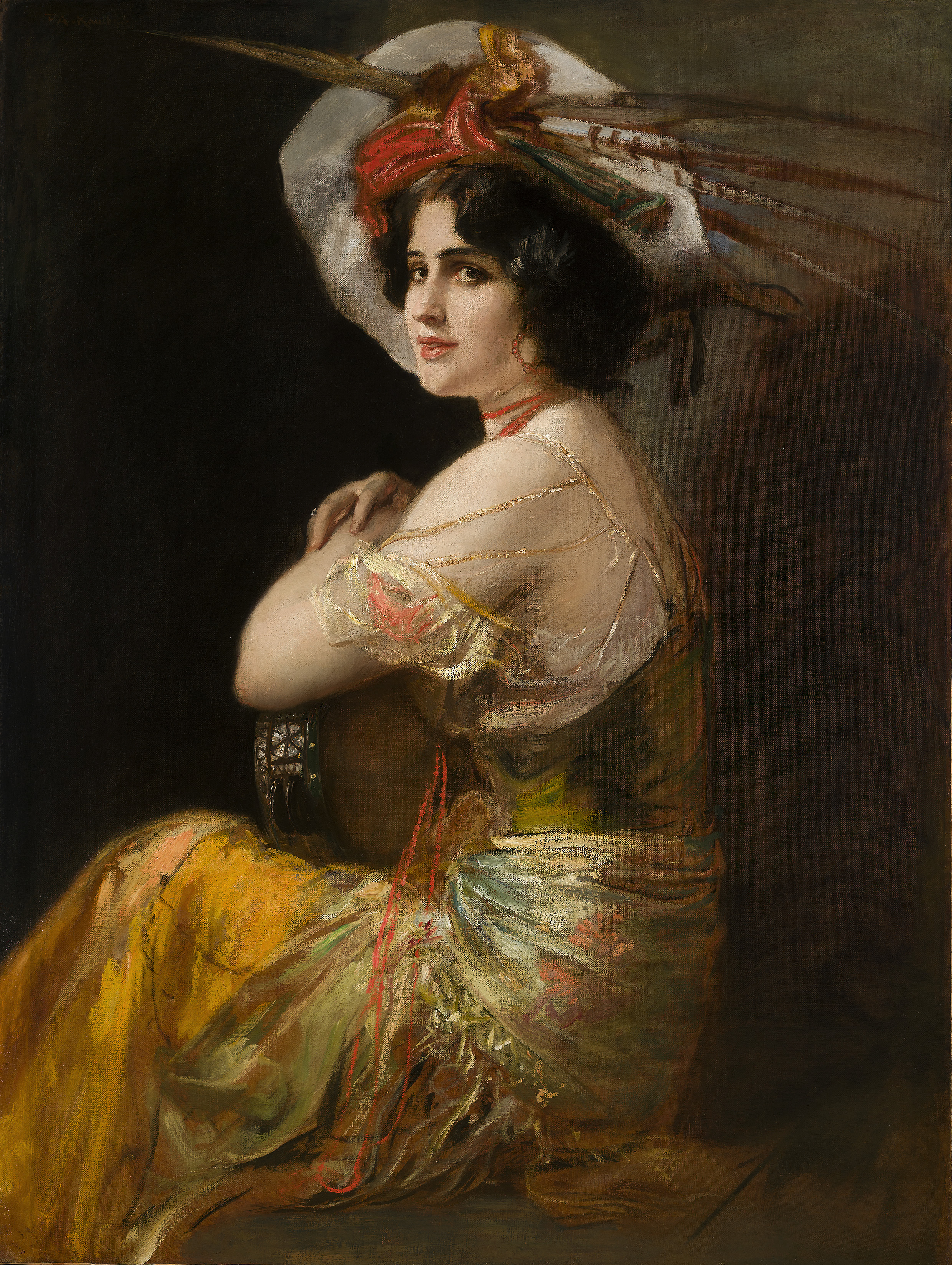
Rosario Guerrero als Carmen, um 1908

Friedrich August von Kaulbach studierte an der königlichen Kunstgewerbeschule in Nürnberg (bei August von Kreling und Karl Raupp) und dann bei seinem Vater Friedrich Kaulbach. 1871 siedelte er nach München um. Er ließ sich für das Fach Malerei an der Münchner Akademie bei Wilhelm von Diez ausbilden und wurde 1883 dort selbst Lehrer für Malerei. Er gehörte neben Franz von Lenbach und Franz von Stuck zu den sogenannten Münchener Malerfürsten und wurde einer der bestbezahlten deutschen Porträtmaler. Seine Porträts waren zumeist Auftragsarbeiten, die Porträtierten fast ausschließlich Angehörige der höchsten deutschen und amerikanischen Gesellschaftskreise. Sein Bild Kinderkarneval, das die fünf Kinder der Familie Pringsheim darstellt, zeigt Katia, spätere Mann, (ganz links) als Kind; Thomas Mann hatte lange, bevor er seine spätere Frau kennenlernte, eine Reproduktion des Bildes in seinem Zimmer hängen.
Es folgten Aufenthalte in Paris. 1886 wurde er zum Direktor der Münchner Akademie ernannt. In dieser Funktion bemühte er sich 1888 (vergeblich) um die Wiedereinführung der 1826 abgeschafften Landschaftsklasse. Durchsetzen konnte er lediglich die Einrichtung einer Professur für künstlerische Dekoration, die mit Rudolf von Seitz, dem früheren Konservator des Bayerischen Nationalmuseums, besetzt wurde.
Kaulbach war Mitglied der Akademie der Künste in Berlin.

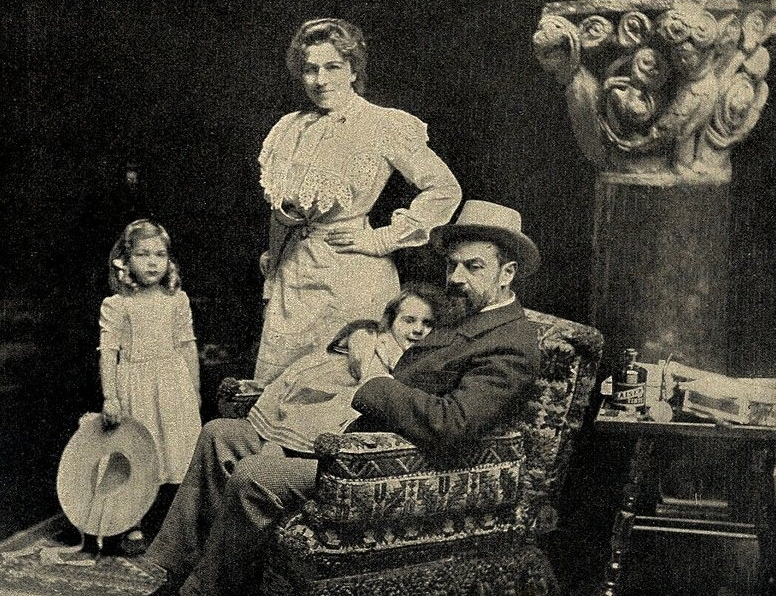
Frida und Friedrich August von Kaulbach mit ihren Töchtern Doris und Hedda, 1902

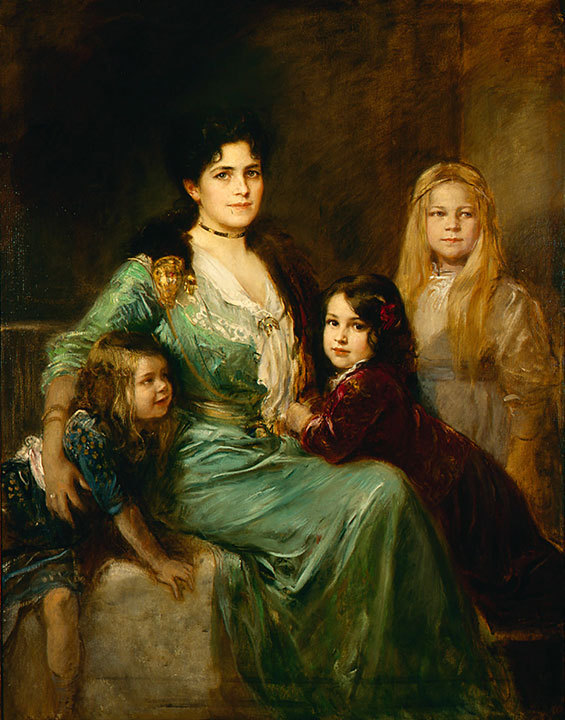
Kaulbachs Porträt seiner Familie – seine Frau Frida und die Töchter Mathilde, Hedda und Doris, 1907

## Familie
1897 heiratete Kaulbach die dänische Violin-Virtuosin Frida Scotta. Mit ihr hatte er drei Töchter:
- Doris (* 1. April 1899; † 23. Juli 1950) heiratete Thomas Cooper
- Hedda (* 6. Februar 1900; † .  1992) war mit dem Bildhauer Toni Stadler verheiratet
- Mathilde (* 5. Februar 1904; † 30. März 1986) heiratete 1925 den Maler Max Beckmann.

1929 ließ Kaulbachs Witwe die Kunstsammlung Kaulbachs durch die Münchner Niederlassung des renommierten Kunsthändlers Hugo Helbing in der Villa Kaulbach in München versteigern. Das Vorwort zum Versteigerungskatalog schrieb August Liebmann Mayer.
Zu Kaulbachs Geschwistern zählen der Maler Sigmund Kaulbach (1854–1894), zu seinen Halbgeschwistern der Maler Anton Kaulbach, die Malerin Antonie Kaulbach und die Schriftstellerin Isidore Kaulbach.

## Kaulbach-Villa München

Gartenseite der Kaulbach-Villa, 1897

1888 wurde die nach Ideen von Friedrich August von Kaulbach in der Nähe des Englischen Gartens in München in der Kaulbachstraße erbaute Villa von Gabriel von Seidl vollendet. Diese Villa ist wie die im selben Jahr von Seidl begonnene Villa für  Franz von Lenbach der italienischen Renaissance nachempfunden.

## Kaulbach-Villa Ohlstadt

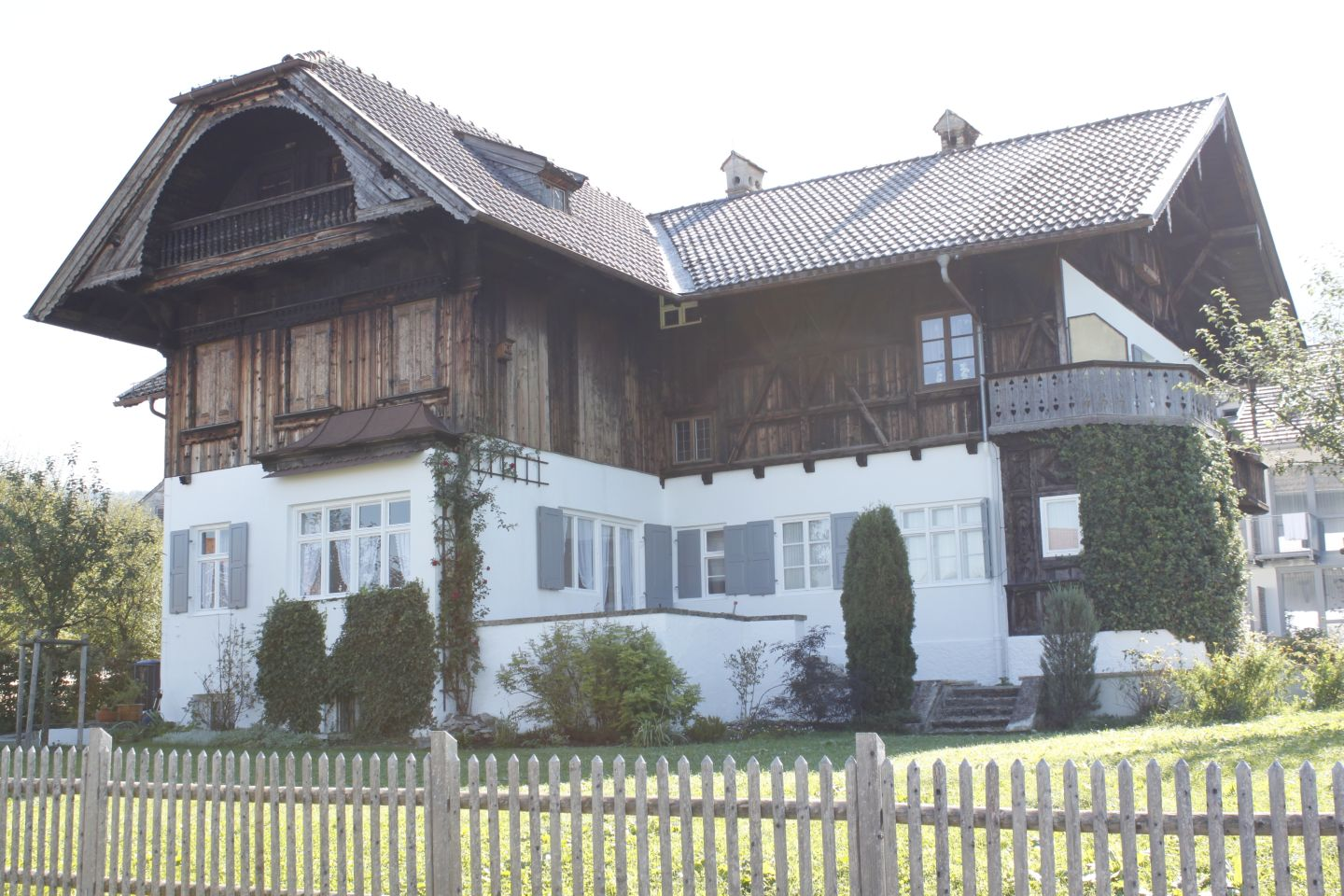
Zweitwohnsitz die Kaulbach-Villa in Ohlstadt, 2012

1893 erbaute der Maler die Kaulbach-Villa im oberbayerischen Ohlstadt, die ihm bis zu seinem Tode als Zweitwohnsitz im Sommer diente. Seit Juli 1997 ist sie ein Museum, in dem rund 30 Gemälde und 25 Zeichnungen von Kaulbach gezeigt werden. Zugänglich und im Originalzustand erhalten sind der Atelierraum und ein Studierzimmer. 1919 wird er Ehrenbürger von Ohlstadt und stirbt hier 4 Wochen später.

## Kaulbach und die „Allotria“

Skizze von Kaulbach aus der „Lenbachiade“. Von links nach rechts bei einem Treffen der Allotria: Friedrich August von Kaulbach, Gustav Laeverenz, Lorenz Gedon, Gustav Majer („Schwabenmajer“), Anton Seitz, Franz von Lenbach, Bruno Piglhein, Max Freiherr von Baligand, Gotthardt Kuehl

Mit einer Vielzahl von Karikaturen dokumentierte Kaulbach die Künstlerszene seiner Zeit. Prominente Motive fand er insbesondere unter den Mitgliedern der Künstlergesellschaft Allotria, die von Franz von Lenbach als Gegenkraft zu „etablierten“ Künstlern in München gegründet wurde. Schnell etablierte sich dabei Franz von Lenbach selbst, was Kaulbach und der „Schwabenmajer“ (Gustav Majer) zu freundlichem Spott in einer „Lenbachiade“ inspirierte.